# Ø̃
Cette page contient des caractères spéciaux ou non latins. S’ils s’affichent mal (▯, ?, etc.), consultez la page d’aide Unicode.
Ø̃ (minuscule : ø̃), ou O barré tilde, est un graphème utilisé dans l’écriture du cicipu. Il s’agit de la lettre O barré diacritée d'un tilde.

## Représentations informatiques
Le O barré diagonalement tilde peut être représenté avec les caractères Unicode suivants :
- décomposé (supplément latin-1, diacritiques) :

| formes    | représentations | chaînes de caractères | points de code | descriptions                                                  |
| --------- | --------------- | --------------------- | -------------- | ------------------------------------------------------------- |
| capitale  | Ø̃               | Ø◌̃                    | U+00D8 U+0303  | lettre majuscule latine o barré obliquement diacritique tilde |
| minuscule | ø̃               | ø◌̃                    | U+00F8 U+0303  | lettre minuscule latine o barré obliquement diacritique tilde |